# Patim
Patim est une ville de l'île de Fogo au Cap-Vert.

## Géographie
Patim est située à 8 km au sud-est de São Filipe, la capitale de l'île.
Son altitude est de 535 mètres.
Patim se trouve à 2 km à l'est de Luzia Nunes et à 2,5 km au sud-ouest de Monte Grande.
Patim est traversée par la  route nationale EN1-FG01 (São Filipe - Galinheiro - Mosteiros - Cova Figueira - Patim - São Filipe).
Patim est située entre deux grandes rivières.
L'une du côté nord-ouest, appelée « Rubera Bidjal » (Ribeira Vilhal) et l'autre située au sud-est appelée « Rubera Tchad'Antoni » (Ribeira Chade Antonio).
La précipitation annuelle est de 162,6 mm.

## Population
En 2010, Patim comptait 876 habitants.